# Scigliano
Scigliano är en ort och kommun i provinsen Cosenza i regionen Kalabrien i Italien. Kommunen hade 1 211 invånare (2018).